# 努瓦当沙特努瓦
努瓦当沙特努瓦（法語：Noidant-Chatenoy，法語發音：[nwadɑ̃ ʃatənwa]）是法国上马恩省的一个市镇，属于朗格勒区。

## 地理
努瓦当沙特努瓦（47°47'41"N, 5°22'36"E）面积5.21 平方千米，位于法国大東部大區上马恩省，该省份为法国东北部内陆省份，北起马恩省和默兹省，西接奥布省，西南接科多尔省，东南接上索恩省，东临孚日省。
与努瓦当沙特努瓦接壤的市镇（或旧市镇、城区）包括：科翁、大厄耶、勒帕伊、圣若姆、维勒居西安勒拉克。

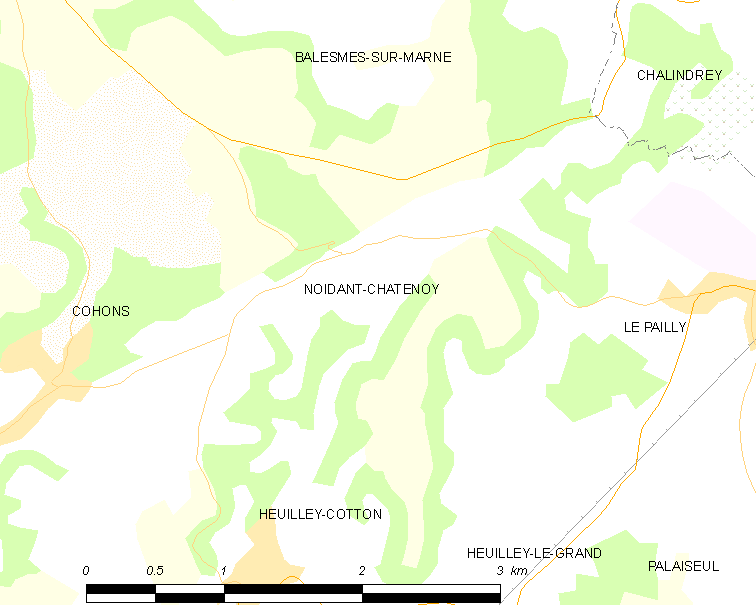
努瓦当沙特努瓦的OSM定位图

努瓦当沙特努瓦的时区为UTC+01:00、UTC+02:00（夏令时）。

## 行政
努瓦当沙特努瓦的邮政编码为52600，INSEE市镇编码为52354。

## 政治
努瓦当沙特努瓦所属的省级选区为沙兰德雷县。

## 人口

1962-2008年间努瓦当沙特努瓦人口变化图示

努瓦当沙特努瓦于2022年1月1日时的人口数量为81人。